# Narendra Nagar
Narendra Nagar là một thành phố và là nơi đặt ban đô thị (municipal board) của quận Tehri Garhwal thuộc bang Uttaranchal, Ấn Độ.

## Nhân khẩu
Theo điều tra dân số năm 2001 của Ấn Độ, Narendra Nagar có dân số 4796 người. Phái nam chiếm 59% tổng số dân và phái nữ chiếm 41%. Narendra Nagar có tỷ lệ 82% biết đọc biết viết, cao hơn tỷ lệ trung bình toàn quốc là 59,5%: tỷ lệ cho phái nam là 86%, và tỷ lệ cho phái nữ là 74%. Tại Narendra Nagar, 11% dân số nhỏ hơn 6 tuổi.